# Hermann Levy
Hermann Levy (geboren 22. Mai 1881 in Berlin; gestorben 16. Januar 1949 in London) war ein deutscher Ökonom des 20. Jahrhunderts. Daneben verfasste er Romane unter dem Pseudonym Hermann Lint. Von 1910 bis 1933 hatte er Lehrstühle für Volkswirtschaft inne, bevor er 1934 vor der antisemitischen Verfolgung durch die Nationalsozialisten nach London emigrierte.

## Leben
Hermann Levy war ein Sohn des Berliner Rentiers und ehemaligen Kaufmanns Martin Levy (1836–1911) aus dessen Ehe mit Julie Levy (1844–1902) und wuchs zusammen mit seiner Schwester Julie (1871–1953) im Haus seiner Eltern auf. Der Vater hatte 1872 die nach dem Erbauer und Vorbesitzer benannte „Villa Kabrun“ in der Rauchstraße in Berlin-Tiergarten erworben. Seine Familie hatte jüdische Wurzeln, war jedoch assimiliert; Hermann war evangelisch getauft. Bis zur 8. Klasse erhielt er Privatunterricht, danach besuchte Hermann Levy bis zum Abitur 1899 das Wilhelms-Gymnasium in Berlin. Er studierte Nationalökonomie und Jura an der Universität München, wo er 1902 in Nationalökonomie zu einem Thema der englischen Wirtschaftsgeschichte promovierte.
Nach mehreren Jahren Aufenthalt in England und den USA habilitierte er sich 1905 an der Universität Halle mit einer Monographie zur amerikanischen Stahlindustrie. Von 1907 bis 1910 war Levy Dozent an der Handelshochschule Mannheim, bevor er 1910 zum außerordentlichen Professor an der Universität Heidelberg ernannt wurde. Während des Ersten Weltkrieges arbeitete er in der militärischen Wirtschaftsverwaltung und veröffentlichte eine Reihe von nationalistischen Schriften, in denen er den unbeschränkten U-Boot-Krieg zur Blockade Großbritanniens empfahl, eine Strategie, die letztlich zum Kriegseintritt der USA führte.
1921 wurde Levy zum Professor für Volkswirtschaft an der TH Charlottenburg berufen. Daneben publizierte er unter dem Pseudonym Hermann Lint leichte Belletristik. 1925 verkaufte er zusammen mit seiner Schwester Julie, inzwischen verheiratet mit Prof. Arnold Reissert und in Marburg ansässig, das von den Eltern ererbte Grundstück mit der „Villa Kabrun“ an den Chemiker und Industriellen Paul Mendelssohn Bartholdy. 1938 wurde dieser enteignet, und auf dem Grundstück wurde die Jugoslawische Gesandtschaft errichtet. 1933 wurde Hermann Levy wegen seiner jüdischen Abstammung auf Grundlage des Gesetzes zur Wiederherstellung des Berufsbeamtentums aus dem Dienst entlassen und emigrierte nach England, wo er dreieinhalb Jahre nach Ende des Zweiten Weltkriegs im Exil starb.
Levy war mit der Schauspielerin Margarete Schlegel, die ihm ins Exil folgte, verheiratet.

## Werke

### Nationalökonomische Werke
- Der Weltmarkt 1913 und heute. B. G. Teubner, Leipzig 1926.
- Die Grundlagen der Weltwirtschaft. 1924.
- Die englische Gefahr für die weltwirtschaftliche Zukunft des Deutschen Reiches. Curtius, Berlin 1916. (3. Auflage)
- Der Sinn des U-Boot-Krieges nach einem Jahr der Seesperre; Februar 1917/1918. Raben-Verlag, Charlottenburg, ca. 1918 (Digitalisat).
- Die Grundlagen des ökonomischen Liberalismus in der Geschichte der englischen Volkswirtschaft. 1911.
- Monopole, Kartelle und Truste in ihren Beziehungen zur Organisation der kapitalistischen Industrie: Dargestellt an der Entwicklung in Grossbritannien. Fischer, Jena 1909.
- Die Stahlindustrie der Vereinigten Staaten von Amerika in ihren heutigen Absatz- und Produktionszahlen. Julius Springer, Berlin 1905. (Habilitationsschrift)

### Belletristik unter dem Pseudonym Hermann Lint
- Die Oase. Ullstein, Berlin 1932.
- Die glücklichste Frau Londons. Merlin-Verlag, Baden-Baden 1930.
- Der Gesellschaftsmensch. Reimar Hobbing, Berlin 1929
- Horizont der Liebe. Ullstein, Berlin 1927.
- Bimmelfang. Ullstein, Berlin 1925.
- Cyril und Gafelis. Ullstein, Berlin 1924.
- Die Gewalt über Sophus Salander. Dr. Eysler & Co., Berlin 1924.